# Vanessa Gerbelli
Vanessa Gerbelli Ceroni (São Bernardo do Campo, São Paulo, 6 de agosto de 1973) es una actriz brasileña de televisión, teatro y cine.

## Biografía
Nacida y criada en una familia de clase media en São Bernardo do Campo, en el Gran São Paulo, es bisnieta de italianos por parte de madre y padre. Siempre interesada en las artes escénicas y visuales, tomó un curso de teatro durante su niñez y adolescencia . Cuando cumplió dieciocho años, en 1991, y ya formada como actriz, trabajando en obras de teatro amateur, se fue a vivir sola a la Capital de São Paulo en busca de mejores oportunidades profesionales. En 1992 comenzó a actuar como cantante en espectáculos musicales en las obras en las que ya estaba trabajando. Su primera obra profesional tuvo lugar en 1993, en Quijote, y en 1998 se graduó en pintura en la Facultad de Bellas Artes de São Paulo .

## Carrera
Interpretó a la villana Lindinha en la telenovela O Cravo e a Rosa (2000), de TV Globo . También actuó en Deseos de mujer (2002), Mulheres Apaixonadas (2003), Kubanacan (2003), Da Cor do Pecado (2004) y Cabocla (2004).
Su primera película fue Carandiru (2003), de Héctor Babenco . En 2005, repitió el papel en la miniserie Carandiru, Outras Histórias, basada en el libro homónimo que dio origen a las adaptaciones. En el mismo año, interpretó a la villana Bruxa en la telenovela Prova de Amor, de RecordTV .
Estaba programada para actuar en Vidas Opostas (2006), como la protagonista Joana, pero su participación fue cancelada por su embarazo. Interpretó a Alicia en Amor e Intrigas (2007), su primera protagonista.
Actuó en las películas Os Desafinados, de Walter Lima Jr. y Sem Controle, de Cris D'Amato, ambas estrenadas en 2008.
En 2010, interpretó a Divina en Vidas em Jogo . De vuelta en TV Globo, actuó en Em Família (2014), Sete Vidas (2015), Malhação: Seu Lugar no Mundo (2015) y Novo Mundo (2017).
En 2018, regresó a RecordTV, interpretando a la villana Herodíade en la telenovela Jesús .

## Vida personal
De 2002 a 2008 estuvo casada con el director de Globo, Vinícius Coimbra . Los dos se conocieron durante el rodaje de la telenovela Destinos de Mulher, dirigida por él. Ambos tienen un hijo, Tito Gerbelli Ceroni Coimbra. Vanessa es sobrina paterna de la actriz Noemí Gerbelli, quien la impulsó en las artes.
Mantuvo una relación con el actor Gabriel Falcão y desde 2017 sale con el actor Danilo Dal Farra
El 17 de julio de 2018, la actriz perdió a su hermano, Gian Gerbelli, víctima de un accidente de motocicleta, en la Carretera Raposo Tavares, en el estado de São Paulo. El 10 de septiembre de 2019 perdió a su padre, Romeu Gerbelli, que tenía 76 años, a causa de una leucemia . En entrevistas reveló que sufrió mucho, pues todo estaba pactado para que le donara médula ósea, pero no tuvo tiempo. También dijo que su padre era muy humilde y pasó por muchas dificultades en la vida, tanto económica como emocionalmente, porque su padre no conoció a su propia madre, quien murió en el parto, donde fue criado por sus tías.

## Filmografía

### Televisión
| Año           | Título                              | Personaje                           | Los grados                           |
| ------------- | ----------------------------------- | ----------------------------------- | ------------------------------------ |
| 2000          | El clavel y la rosa                 | Linda de Oliveira                   |                                      |
| 2001          | gente valiente                      | Sucena                              | Episodio: "Un delegado de Quenga eo" |
| 2002          | deseos de mujer                     | Gonçala Pereira ( Gongón )          |                                      |
| 2003          | Mujer enamorada                     | Fernanda Machado                    |                                      |
| 2004          | kubanacán                           | Amapola                             |                                      |
| 2004          | El color del pecado                 | Tancinha / Zuleide                  |                                      |
| 2004          | el jornalero                        | Iris                                | Episodio: "El del spa"               |
| 2004          | cabujón                             | Rosa Oliveira Adib                  | Episodios: "17 y 18 de noviembre"    |
| 2005          | Carga pesada                        | helena                              | Episodio: "Hombre de familia"        |
| 2005          | Carandiru, Otras Historias          | celia                               | Episodio: "Vila Prudente"            |
| 2005          | Prueba de amor                      | Elza Socorro Pereira                |                                      |
| 2007          | amor e intriga                      | Alicia Pereira                      |                                      |
| 2009          | La ley y el crimen                  | Celeste Novaes                      |                                      |
| 2010          | La historia de Ester                | ceros                               |                                      |
| 2010          | nacimos para cantar                 | Arací Lima                          | especial de fin de año               |
| 2011-12       | Vidas en juego                      | Bandera de las Torres Divinas       |                                      |
| 2014          | En familia                          | Juliana Proença Fernandes de Castro |                                      |
| 2014          | baile famoso                        | Partícipe                           |                                      |
| 2015          | siete vidas                         | Marina Bastos                       |                                      |
| 2015-16       | Entrenamiento: tu lugar en el mundo | Ana Lucía Alcántara                 |                                      |
| 2017          | Nuevo Mundo                         | María Amalia Martín                 |                                      |
| 2018-19       | Jesús                               | Herodías                            |                                      |
| 2019-presente | La división                         | Raquel Couto                        | Globoplay original                   |
| 2022          | Maldivas                            | Patricia Duque / Leia Lobato        | netflix originales                   |
| 2023          | Reyes                               | Haguit                              | Fase: Las consecuencias              |

### Cine
| Año  | Título                                 | Papel        |
| ---- | -------------------------------------- | ------------ |
| 2003 | Carandirú                              | celia        |
| 2007 | Sin control                            | Dr. Marcia   |
| 2008 | El fuera de tono                       | dora         |
| 2011 | Las Madres de Chico Xavier             | Elisa        |
| 2013 | Pasión y azar                          | Inés         |
| 2015 | La hora y la vuelta de Augusto Matraga | dionora      |
| 2019 | ¡Ayuda, me convertí en una niña!       | helena       |
| 2019 | Amor embrujado                         | Ana Clara    |
| 2020 | La división: la película               | Raquel Couto |
| 2023 | Nuestro Hogar 2: Los Mensajeros        | amanda       |

## teatro
| Año     | Título                                               | Papel                       |
| ------- | ---------------------------------------------------- | --------------------------- |
| 1993    | Quijote                                              |                             |
| 1993    | Hotel del amor                                       | julieta                     |
| 1997–98 | bolsillo de broadway                                 | varios personajes           |
| 1999    | Turandot                                             | Turandot                    |
| 2000    | Cazas de Cazuza                                      | Mía Barros                  |
| 2001    | no usan corbata negra                                | María                       |
| 2001    | La lucha secreta de Maria da Encarnação              | Maria da Encarnação (joven) |
| 2004    | Tartufo                                              | Elmira                      |
| 2004    | orlando                                              | varios personajes           |
| 2005    | Pedro y Domitila                                     | Domitila                    |
| 2006    | un esposo ideal                                      | señora laura chevley        |
| 2009-10 | Las niñas                                            | Consuelo                    |
| 2011    | Emilinha y Marlene – Las Reinas de la Radio          | emilia                      |
| 2012-13 | casi normal                                          | Diana Goodman               |
| 2016    | La Pasión Según Nelson – Una Farsa Musical Brasileña | Varios                      |
| 2017    | Joven para siempre                                   | Paciente                    |
| 2019    | Fin del caso                                         | sara millas                 |

## Premios y nominaciones
| Año  | Otorgar                                  | Categoría                                | Trabajar             |
| ---- | ---------------------------------------- | ---------------------------------------- | -------------------- |
| 2000 | Premio de prensa televisiva              | Actriz revelación                        | O Cravo e a Rosa     |
| 2003 | Lo mejor del año                         | Mejor actriz de soporte                  | Mulheres Apaixonadas |
| 2004 | ¡Premio contigo! de la televisión        | Mejor actriz de soporte                  | Mulheres Apaixonadas |
| 2006 | ¡Premio contigo! de televisión           | Mejor actriz de soporte                  | Prova de Amor        |
| 2008 | ¡Premio contigo! de televisión           | Mejor actriz                             | Amor e Intrigas      |
| 2008 | ¡Premio contigo! de televisión           | Pareja Romántica (com Luciano Szafir)    | Amor e Intrigas      |
| 2010 | Premio Brasil a la Calidad               | Mejor actriz de reparto en una miniserie | A História de Ester  |
| 2012 | Premio Brasil a la Calidad               | Mejor actriz                             |                      |
| 2013 | Festival de Cine de Maringá              | Mejor actriz                             | Paixão e Acaso       |
| 2013 | Festival Internacional de Cine de Brasil | Mejor actriz principal                   | Paixão e Acaso       |
| 2013 | Premio Bibi Ferreira                     | Mejor actriz                             | Quase Normal         |
| 2013 | Premio de Teatro APTR                    | Mejor actriz                             | Quase Normal         |
| 2013 | Premio de Arte de Calidad de Brasil      | Mejor actriz de teatro musical           | Quase Normal         |
| 2013 | Premio Quem de Teatro                    | Mejor actriz de teatro                   | Quase Normal         |
| 2014 | Premio Extra de Televisión               | Mejor actriz de soporte                  | Em Família           |
| 2014 | Premio Quem de Televisión                | Mejor actriz de soporte                  | Em Família           |
| 2014 | Lo mejor del año NaTelinha               | Mejor actriz                             | Em Família           |
| 2016 | Trofeo Nelson Rodrigues                  | Referencia Nacional                      |                      |
| 2017 | Premio Cultural Botequim                 | Mejor actriz musical                     | Forever Young        |
| 2017 | Premio al elenco musical                 | Mejor actriz                             | Do Outro Lado        |
| 2017 | Premio a la Prensa Digital Sobresaliente | Actriz Destacada                         | Do Outro Lado        |
| 2017 | Premio a la Prensa Digital Sobresaliente | Guion destacado                          | Do Outro Lado        |
| 2017 | Premio a la Prensa Digital Sobresaliente | Destacado Musical Brasileño              | Do Outro Lado        |
| 2020 | Festival Sesc Mejores Películas          | Mejor Actriz Nacional                    | A Divisão            |